# Tiziano Corriga
Tiziano Corriga (ur. 17 listopada 1984 roku) – włoski zapaśnik startujący w stylu klasycznym. Zajął 21 miejsce na mistrzostwach świata w 2005. Piąty na mistrzostwach Europy w 2008. Brązowy medalista igrzysk śródziemnomorskich w 2005; siódmy w 2009 i jedenasty w 2013 roku.